# Fantastic Children
Fantastic Children (яп. ファンタジックチルドレン Фантадзикку Тирудорэн, рус. Фантастические дети) — японский аниме-сериал, созданный студией Nippon Animation. Впервые транслировался по японскому телеканалу TV Tokyo с 4 октября 2004 года по 28 марта 2005 года. Всего было выпущено 26 серий аниме.
Сериал был дублирован на английском языке для показа на территории Юго-Восточной Азии и Южной Азии. Также лицензирован на территории США компанией Bandai Entertainment.
Во время выпуска сериала режиссёр аниме Fantastic Children — Такаси Накамура, написал мангу под названием Tokei Jikake no Tabibito-tachi, основанную на сюжете сериала.

## Сюжет
Задолго до главной истории на далёкой планете «Греция», которая отдалена от Земли на 200 миллионов световых лет, идёт гражданская война из-за принцессы Тины, обладающей силой, способной стать совершенным оружием. Чтобы спастись, принцесса отправила свою душу на Землю, где она стала перерождаться в образе женщины каждые 100 лет. Несмотря на всё это, глубоко в душе у Тины сохранилась память о её прошлом. Действие происходит в 2012 году. Тина на этот раз является 11-летней девочкой по имени Хельга. Она встречается с местным мальчиком, который решил подружиться с ней. Тем временем, в след за Тиной, чтобы ее спасти, с планеты «Греция» на Землю отправляются 7 учёных, так же раз в сто лет перерождающиеся в облике беловолосых подростков путешествующих в поисках Тины.

## Список персонажей
Тома (яп. トーマ) — главный герой истории. Очень энергичный и весёлый мальчик, который живёт со своими родителями на тропическом островке. Он находится на домашнем обучении. Папа же обучает его виду искусства «Папан Кэнпо». Тома впервые встречает Хельгу у старой статуи, она сбежала тогда из детского дома в Тикао. Позже он помогает ей снова сбежать.
Сэйю: Дзюнко Минагава
Хельга (яп. ヘルガ Хэруга) — тихая и скромная девочка. Любит в свободное время рисовать картины. Всегда погружена в себя и сильно беспокоится о других. Она и её друг Читто пытались сбежать из детского дома Тикао. У неё возникают воспоминания о прошлой жизни на другой планете, которые она позже рисует на холсте. Хельга стремится найти это «место». Реинкарнация Тины.
Сэйю: Сихо Кавараги
Читто (яп. チット Титто) — добросердечный мальчик, искренне желающий помочь Хельге найти место, которая она изображает на своих рисунках.
Сэйю: Кэй Кобаяси
Аги (яп. アギ) — лидер команды детей-учёных, посланных на землю с планеты «Греция». Часто берёт на себя ответственность за поступки остальных членов группы. Очень тихий и далёкий человек, но очень заботится об окружающих его людях. Однако он жаждет найти Тину и часто ругает других членов команды из-за их ошибок. На Земле его семья называла его Коулом и у него была младшая сестра. Позже выясняется, что он очень привязан к ней.
Сэйю: Ю Урата
Солето (яп. ソレト Сорэто) — вторая в команде после Аги. Желает найти принцессу Тину и вернуться домой. Более благожелательна по отношению к другим членам команды, когда они совершают ошибки. Именно она впервые узнаёт информацию о Хельге. На Земле она была единственным ребёнком в семье, но была вынуждена покинуть её для поисков Тины. После этих событий её отец стал много пить.
Сэйю: Юкико Такагути
Хэсма (яп. ヒースマ) ненавидит Землю и людей, живущих в ней, и желает вернуться в «Грецию».
Сэйю: Кацухиро Харасава
Хасмодай (яп. ハスモダイ) — самый эмоциональный и безвольный из всех членов команды. На Земле родился в дворянской семье в 16-м веке как Андрей Часеман. Его портрет был найден в Румынии. У него есть старшая сестра по имени Серена.
Сэйю: Сати Мацумото
Тарлант (яп. タルラント Таруранто) — тот, кто создал Ванду, робота, обладающего разумом. Когда-то у него была собака по кличке Барон. Всегда стремится справиться сам со своими задачами без какой-либо помощи.
Сэйю: Асами Ягути
Мэл (яп. メル Мэру) покинула группу детей-учёных из-за того, что потеряла память. Организовала собственную реинкарнацию раньше других, чтобы увидеть Конрада Рентгена как человека. Но после этих событий снова теряет память.
Сэйю: Маая Сакамото
Палза (яп. パルザ Паруса) — первый член команды, который по собственной воле бросил группу. На Земле он родился в образе Конрада Рентгена, у него был младший брат. Позже утрачивает воспоминания о «Греции», но сохраняет свою страсть к науке.
Сэйю: Тихиро Судзуки

## Музыка
Открытие
- Voyage исполняет: Inori, композитор: Маюми Ямадзаки.

Концовка
- Mizu no Madoromi (яп. 水のまどろみ) исполняет: Origa, композитор: Кунихико Рё . В том числе в некоторых сериях - в русском варианте.

## Манга
Манга Fantastic Children: Tokei Jikake no Tabibito-tachi (яп. ファンタジックチルドレン 時計じかけの旅人たち) автором которого является Накамура Такаси, а иллюстратор — Масакадзу Мияно, выпускалась компанией Media Factory в ежемесячном журнале Comic Flapper. Манга была собрана в 2 тома:
1. ISBN 4-8401-0983-4
2. ISBN 4-8401-1302-5

## Игра
Игра была выпущена для игровой консоли Game Boy Advance 19 мая 2005 года компанией Bandai. Разработчик игры Inti Creates.